# Ixonanthaceae
Ixonanthaceae nom. cons., biljna porodica iz reda malpigijolike. Pripada joj oko 19 vrsta unurar pet rodova zimzelenog grmlja i drveća. Neki autoori rod Allantospermum uključuju u porodicu Irvingiaceae.

## Rodovi
1. Ixonanthes Jack (3 spp.)
2. Ochthocosmus Benth. (7 spp.)
3. Phyllocosmus Klotzsch (5 spp.)
4. Cyrillopsis Kuhlm. (2 spp.)
5. Allantospermum Forman (2 spp.)